# Marusia Yevheniia Bek
Marusia Yevheniia (Méri Virdzhyniia) Bek (tiếng Ukraina: Маруся Євгенія (Ме́рі Вірджинія) Бек; tiếng Anh: Mary V. Beck; 29 tháng 2 năm 1908, Ford City, Pennsylvania, Hoa Kỳ - 30 tháng 1 năm 2005, Xã Clinton, Michigan, Hoa Kỳ) là một luật sư, nhà báo, nhân vật chính trị và nhà từ thiện người Ukraina sống ở Hoa Kỳ. Bà là nữ luật sư và nhà báo đầu tiên của Ukraina, là chính khách nữ đầu tiên giữ chức vụ trong Hội đồng Thành phố Detroit (1949), cũng như nữ thị trưởng đầu tiên của Detroit, từ năm 1958 đến năm 1962. Bà tốt nghiệp bằng Tiến sĩ Luật năm 1932. Bà được ghi nhận với những nỗ lực nhằm thu hút sự quan tâm của cộng đồng quốc tế đến tình hình của người Ukraina và các dân tộc khác bị buộc phải sống dưới chế độ cộng sản toàn trị ở Liên Xô. Bà là người khởi xướng một tạp chí của nữ giới. Bà hoạt động báo chí với bút danh Marusia Synenka.

## Tiểu sử
Bà sinh ngày 29 tháng 2 năm 1908, tại Ford City, Pennsylvania, Hoa Kỳ, trong một gia đình người Ukraina hải ngoại. Bà là người Lemky. Cha mẹ bà từng sống ở Łemkowszczyzna (nay thuộc Slovakia) trước khi di cư tới Hoa Kỳ.
Năm 1921, cha mẹ đưa bà trở lại Ukraina. Tại quê nhà, bà theo học Trường trung học Chortkiv Ukraina. Bà cũng từng học tập tại Trường trung học Kolomyia và tốt nghiệp năm 1925. Anh trai Ivan của bà, một bằng hữu của Mykhailo Ostroverkha, từng theo học tại Viện Truyền giáo St. Josaphat, do đó mà bà đã sống ở Buchach một vài năm. Bà đã hoàn thành việc học tại Đại học Pittsburgh và tốt nghiệp bằng Tiến sĩ Luật năm năm 1944, trở thành nữ sinh đầu tiên của trường đạt được học vị này.

### Hành nghề luật sư và sự nghiệp chính trị ở Detroit
Bà trở thành nữ luật sư đầu tiên trong cộng đồng người Ukraina ở Hoa Kỳ và bắt đầu hành nghề ở Detroit. Bà bắt đầu quan tâm đến chính trường và quyết định tranh cử vào Hội đồng Thành phố Detroit. Bà đã đắc cử sau 4 lần tranh cử thất bại, nhờ vào sự vận động tích cực của cộng đồng người Ukraina ủng hộ chiến dịch tranh cử của bà. Năm 1949, Marusia Bek trở thành người phụ nữ đầu tiên được bầu vào Hội đồng Thành phố Detroit trong suốt 250 năm tồn tại của cơ quan. "Tôi nhận ra rằng tôi có một trách nhiệm lớn lao. Tôi cũng nhận thức được rằng mọi hành động tôi thực hiện sẽ ảnh hưởng đến hình ảnh của tất cả phụ nữ ở Detroit", bà nói về cuộc bầu cử của mình. Trong quá trình công tác trong Hội đồng Thành phố, bà đã đặt ra sáng kiến phạt tiền các đại biểu khi họ có những phát ngôn thiếu chuẩn mực, và số tiền phạt đó được đi làm từ thiện.
Một năm sau, vào năm 1950, Maria Beck trở thành chủ tịch Hội đồng Thành phố Detroit. Trong thập niên 1950, một thập kỷ trước phong trào đòi quyền bình đẳng cho người da đen của Martin Luther King, bà là người đã bổ nhiệm người phụ nữ Mỹ gốc Phi đầu tiên vào Hội đồng Giám sát Detroit. Bà giữ chức Thị trưởng thành phố Detroit từ năm 1958 đến năm 1962. Bà đã có nhiều đóng góp trong công cuộc bảo tồn các di tích, kiến trúc lịch sử, quan tâm đến việc cải thiện điều kiện vệ sinh của cư dân Detroit và hệ sinh thái của thành phố, phát triển thể thao thanh niên, giúp đỡ người nghèo, vận động hành lang cho thanh thiếu niên và tội phạm vị thành niên (ủng hộ việc mở rộng các chương trình ngăn chặn tội phạm trẻ em và thanh thiếu niên), cũng như chính sách đối ngoại của Mỹ đối với các dân tộc nô lệ, bao gồm cả người Ukraina. Bà rời khỏi chính trường năm 1970
Bức ảnh của Marusia Bek được đặt tại Đại sảnh Danh vọng Chính quyền Địa phương Detroit. Bà được tôn gọi là Lady of Many Firsts (Quý bà của những cái nhất).

### Cộng đồng người Ukraina hải ngoại
Marusia Bek là một nhà hoạt động xã hội nổi bật trong cộng đồng người Ukraina. Bà được gọi là "chiến binh tự do" vì những nỗ lực của bà nhằm thu hút sự quan tâm của cộng đồng quốc tế đến hoàn cảnh của người Ukraina và các dân tộc khác bị buộc phải sống dưới chế độ cộng sản toàn trị ở Liên Xô. Mối quan tâm lớn nhất của bà là bảo vệ lợi ích của các dân tộc thiểu số.
Trong những năm đại học, bà đã mở ra các lớp học về Ukraina học vào chủ nhật cho thanh thiếu niên. Bà đã khởi xướng việc thành lập gian hàng Ukraina tại Hội chợ Thế giới Chicago. Bà cũng được biết đến với những cố gắng nhằm bảo vệ những người bất đồng chính kiến Ukraina và phổ biến tác phẩm của các nghệ sĩ Ukraina lưu vong.
Cùng với anh trai Ivan, bà đã quyên góp 100 đô la để xuất bản tập lịch sử và hồi ký "Buchach i Buchachchyna".
Bà trở về Ukraina hai lần vào năm 1963 và năm 2003, để nhận được giải thưởng cao nhất tại Đại hội Thế giới Người Ukraina lần thứ VIII - Huân chương Thánh Volodymyr vì những thành tựu suốt đời.

### Phong trào nữ giới
Maria Beck có công trong việc thành lập nên các chi nhánh mới của Liên đoàn Phụ nữ Quốc gia Ukraina ở Hoa Kỳ. Từ năm 1948 khi tổ chức này được thành lập, bà đã có nhiều hoạt động sôi nổi trong Liên đoàn Các tổ chức Nữ giới Ukraina Thế giới, đặc biệt, bà là người sáng lập Cuộc thi Văn học (ngày nay được đặt theo tên bà), và chủ trì cuộc thi từ năm 1959 đến năm 2005. Năm 1993, thanh thiếu niên ở Ukraina vừa độc lập cũng được tham gia cuộc thi. Chủ đề của cuộc thi năm đó là tưởng niệm 60 năm Holodomor ở Ukraina. Các tác phẩm xuất sắc của cuộc thi năm đó được xuất bản thành một tập sách. Vào dịp tưởng niệm 10 năm thảm họa Chernobyl, các tác phẩm của thí sinh dự thi một lần nữa được xuất bản thành sách.
Bà là người khởi xướng về việc lập ra một ấn phẩm cho nữ giới. Bà là chủ bút của các tạp chí nữ giới như  "Zhinochyi svit" (Thế giới Nữ giới), "Nashe zhyttia" (Cuộc sống của chúng ta) và "Ukrainska Zoria" (Bình minh Ukraina). Bà cũng là cộng tác viên của tờ báo Vilne slovo (tiếng Anh: The Free Word) ở Canada. Bà hoạt động báo chí với bút danh Marusia Synenka. Bà cũng viết cho tờ Detroitskykh vistiakh (tiếng Ukraina: Детройтських вістях) bằng cùng bút danh. Bà là người đưa ra sáng kiến về Giải thưởng Văn học Ukraina dành cho Phụ nữ và giải thưởng vẫn được trao cho đến ngày nay.
Những hoạt động bà đã tạo nên hình ảnh của một phụ nữ Mỹ gốc Ukraina thành đạt.
Marusia Bek qua đời vào ngày 30 tháng 1 năm 2005, một tháng trước sinh nhật tuổi 97 của bà. Bà được chôn cất bên cạnh anh trai Ivan, người cha tinh thần của bà và người mà bà từng nói rằng "anh ấy đã ở bên cạnh tôi suốt cuộc đời." Bà được chôn cất tại Nghĩa trang Chính thống giáo St. Andrew ở South Bound Brook, New Jersey.

## Giải thưởng
Bà đã được trao tặng Bội tinh Phục hưng, một huân chương quân sự được Chính phủ Cộng hòa Nhân dân Ukraina lưu vong giới thiệu vào năm 1977 nhân dịp kỷ niệm 60 năm tổ chức Lực lượng Vũ trang Cộng hòa Nhân dân Ukraina (Huân chương số 47 ngày 15 tháng 8 năm 1977).
Năm 2003, tại Đại hội Thế giới Ukraina lần thứ VIII, bà đã được trao Huân chương Thánh Volodymyr vì thành tựu trọn đời.